# Rovinka (Kohlwald)
Der Rovinka (deutsch: Rödelhöhe) ist eine Anhöhe westlich der  Ortschaft Háje (deutsch: Gehaag) in Nordböhmen. Der Gipfel liegt auf 523 m n.m. im tschechischen Teil des Kohlwalds im Fichtelgebirge.

## Geographie
Östlich des Gipfels verläuft die II. Klasse-Straße 214 von Cheb (deutsch: Eger) nach Waldsassen.
In der geomorphologischen Gliederung Tschechiens wird auch das Chebská pahorkatina (deutsch: Egerer Hügelland) dem (Hohen) Fichtelgebirge als Haupteinheit Smrčiny (I3A-1) zugeordnet.

## Geschichte
An der Ostseite verlief in früheren Jahren eine wichtige Straße nach Eger.

## Bauwerke
An der Straße nach Waldsassen steht das Památník obětem železné opony (deutsch: Denkmal für die Opfer des Eisernen Vorhangs).

## Karten
- Fritsch Wanderkarte 1:50.000, Blatt 52, Naturpark Fichtelgebirge – Steinwald